# Баликтикольський сільський округ
Баликтико́льський сільський округ (каз. Балықтыкөл ауылдық округі, рос. Балыктыколский сельский округ) — адміністративна одиниця у складі Нуринського району Карагандинської області Казахстану. Адміністративний центр та єдиний населений пункт — село Баликтиколь.
Населення — 192 особи (2021; 219 у 2009, 872 у 1999, 1185 у 1989).
Станом на 1989 рік існувала Баликтикольська сільська рада (села Баликтиколь, Кос-Копа).

## Склад
До складу округу входять такі населені пункти:
| Населений пункт   | Населення, осіб (1989) | Населення, осіб (1999) | Населення, осіб (2009) | Населення, осіб (2021) |
| ----------------- | ---------------------- | ---------------------- | ---------------------- | ---------------------- |
| Баликтиколь, село | 928                    | 724                    | 219                    | 192                    |
| Коскопа, село     | 257                    | 148                    | -                      | -                      |